# Gheorghe Antohi
Gheorghe Antohi (ur. 12 marca 1922 w Târgoviște, zm. w 1997) – rumuński jeździec. Uczestnik Igrzysk Olimpijskich w 1952 w Helsinkach. Na igrzyskach olimpijskich uczestniczył w konkursie skoków, w którym zajął 39. miejsce indywidualnie i 13 w drużynie.